# Родионова, Татьяна Александровна (волейболистка)
Татья́на Алекса́ндровна Родио́нова (до 1968 — Ро́щина) (род. 23 июня 1941, Москва) — советская волейболистка, игрок сборной СССР (1963—1967). Серебряный призёр Олимпийских игр 1964, двукратная чемпионка Европы, шестикратная чемпионка СССР. Связующая. Заслуженный мастер спорта СССР (1973). Заслуженный тренер РСФСР (1991).

## Биография
Выступала за команду ЦСК МО/ЦСКА (1959—1975). 6-кратная чемпионка СССР (1963, 1965—1967, 1969, 1974), трёхкратный серебряный призёр чемпионатов СССР (1962, 1972, 1973), двукратный победитель Кубка европейских чемпионов (1966, 1967). Двукратная чемпионка Спартакиад народов СССР (1963 и 1967) в составе сборной Москвы.
Чемпионка Всемирной Универсиады 1965 в составе студенческой сборной СССР.
В национальной сборной СССР в официальных соревнованиях выступала в 1963—1967 годах. В её составе: серебряный призёр Олимпийских игр 1964, двукратная чемпионка Европы (1963 и 1967).
После окончания игровой карьеры работала тренером. Награждена Почётным знаком ВФВ «За заслуги в развитии волейбола в России» (2011).